# Profesor Baltazar
Profesor Baltazar je hrvatska animirana humoristična serija snimana od 1967. do 1978. godine u Zagreb filmu. Ima ukupno 59 epizoda koje traju od 5 do 10 minuta.
Serija je do danas ostala najuspješniji projekt Zagrebačke škole crtanog filma. Otac lika profesora Baltazara je Zlatko Grgić a u cijelom projektu je sudjelovala ekipa od 20 ljudi među kojima su se isticali Ante Zaninović, Pavao Štalter, Boris Kolar, Milan Blažeković i Zlatko Bourek uz glazbu Tomice Simovića. Simpatičnom znanstveniku, koji rješava probleme svojih sugrađana uz pomoć mašte i pozitivne energije, ime je dao Pavao Štalter. 
Serija je postala vrlo popularna, a zabilježila je solidan uspjeh i u emitiranju u inozemstvu. Radnja se vrti oko neobičnog znanstvenika Baltazara koji uz pomoć svojih izuma olakšava živote drugih ljudi iz Baltazar-grada.
Godine 2005. krenulo se sa snimanjem novih nastavaka ovog u Hrvatskoj već kultnog crtića.

## Epizode

### Sezona 1
- Izumitelj cipela
- Hanibalove Alpe
- Horacijev uspon i pad
- Leteći Fabijan
- Maestro Koko
- Martin na vrhu
- O mišu i satovima
- Rođendanska priča
- Sreća u dvoje
- Tetke Pletke
- Viktorov jajomat
- Vjetrovita priča
- Zvjezdani kvartet

### Sezona 2
- Alfred noćni čuvar
- Bim-Bum
- Čudotvorni kolač
- Doktor za životinje
- Duga Profesora Baltazara
- Figaro Hop
- Krojač Silvestar
- Ledeno vruće
- Lutke bez kose
- Oblačna priča
- Problem nespretnosti
- Zvonko sa zvonika
- Najveći snjegović

### Sezona 3
- Amadeusove Uši
- Drama oko cvijeća
- Gusarski problem
- Lavlje nevolje
- Maxol
- Neman Fu-Fu
- Oblačno sa Svađavinama
- Pepino Cicerone
- Pingvin Čarli
- Stonožica Bosica
- Svirka za Mirka
- Vatrogasna priča
- Veseli most

### Sezona 4
- Baltazarova ljubav
- Baltazarov sat
- Duhovita priča
- Dva cilindra
- Hik
- Izgubljeni zec
- Igrati se lovice
- Klaun Danijel
- Obućar Kroko
- Operna zvijezda
- Pingvin Axel
- Posao je posao
- Ptica
- Sportski život
- Šampion
- Ulični svirači
- Veliko hrkanje
- Violeta i Franc
- Vjetrenjača
- Zrak

## Međunarodno emitiranje
- Sjedinjenje Američke Države: Nickelodeon
- Australija: ABC Television
- Kina: CCTV

## Nagrade
Serijal je 1969. godine dobio nagradu Srebrni lav u Veneciji. Iste godine dobio je i nagradu srebrni Hugo u Chicagu, te nagradu na festivalu u Trstu. Godine 1970. nagrađen je u Rumunjskoj i San Sebastianu.

## Vanjske poveznice
- Detaljni popis svih epizoda na zagrebfilm.hr  Arhivirana inačica izvorne stranice od 4. travnja 2019. (Wayback Machine)
- Marijana Mikulić, Profesor Baltazar - Povratak kultnog lika Zg škole crtanog filma, www.dopmagazin.com, 1. prosinca 2005., (u međumrežnoj pismohrani archive.org 28. studenoga 2007.)